# Jeanuël Belocian
Jeanuël Merick Belocian (Les Abymes, 17 de Fevereiro de 2005) é um futebolista francês que atua como zagueiro. Atualmente é jogador do Bayer Leverkusen.

## Carreira

### Rennes
Nascido e criado em Guadalupe, Belocian ingressou na base do AJC aos 5 anos antes de ingressar no Stade Lamentinois aos 8 anos. Belocian ingressou na base do Rennes em julho de 2020 e assinou seu primeiro contrato profissional com o clube em 10 de novembro de 2021, com o contrato válido até 2024.
Jeanuël Belocian fez sua estreia profissional pelo Rennes em 20 de março de 2022, substituindo Nayef Aguerd aos 79 minutos de uma vitória em casa por 6-1 na Ligue 1 contra o Metz.

### Bayer Leverkusen
Em 7 de junho de 2024, Belocian assinou com o atual campeão da Bundesliga, Bayer Leverkusen, assinando um contrato de cinco anos. Estreou pelo clube alemão como titular em 17 de Agosto, na final da DFL-Supercup contra o Stuttgart, onde o Bayer ganhou nos pênaltis.

## Vida Pessoal
Jeanuël é o irmão mais novo de Wilhem Belocian, um velocista e atleta olímpico francês.

## Títulos

#### Bayer Leverkusen
- DFL-Supercup: 2024[8]